# Cremersia crassispina
Cremersia crassispina är en tvåvingeart som beskrevs av Borgmeier 1928. Cremersia crassispina ingår i släktet Cremersia och familjen puckelflugor. Inga underarter finns listade i Catalogue of Life.